# Liste von Kunstwerken im öffentlichen Raum in Kreuzlingen
Dies ist eine Liste von Kunstwerken im öffentlichen Raum in Kreuzlingen. Sie enthält öffentlich zugängliche Objekte in Kreuzlingen im Kanton Thurgau in der Schweiz.
| Foto                        |                 | Objekt                                           |  | Typ                    |  |                           | Teil von                          | Standort                                | Künstler               | Datierung | Beschreibung                                                                   |
| --------------------------- | --------------- | ------------------------------------------------ |  | ---------------------- |  | ------------------------- | --------------------------------- | --------------------------------------- | ---------------------- | --------- | ------------------------------------------------------------------------------ |
| Frau im Wind                | Datei hochladen | Frau im Wind                                     |  | Statue Bronze          |  |                           | Seeburgpark                       | ·                                       | Henri König            |           |                                                                                |
| Frauenskulptur              | Datei hochladen | Frauenskulptur                                   |  |                        |  |                           | Friedhof der Evangelischen Kirche | Bärenstrasse ·                          | Henri König            |           |                                                                                |
| Jüngling                    | Datei hochladen | Jüngling                                         |  |                        |  |                           | Dreispitzpark Kreuzlingen         | ·                                       | Henri König            | 1933      |                                                                                |
| Musikanten                  | Datei hochladen | Musikanten                                       |  | Statuengruppe          |  |                           | Kloster Kreuzlingen               | Koordinaten fehlen! Hilf mit.           | Henri König            | 1956      |                                                                                |
| Die Couch                   | Datei hochladen | Die Couch                                        |  |                        |  |                           | Bellevue Park                     | Hauptstrasse 14a ·                      | Markus Brenner         | 2017      |                                                                                |
| Sitzendes Mädchen           | Datei hochladen | Sitzendes Mädchen                                |  | Statue, Brunnen        |  | Brunnen                   | Dreispitzpark Kreuzlingen         | ·                                       | Friedel Grieder        | 1935      |                                                                                |
| Lesende Kinder              | Datei hochladen | Lesende Kinder                                   |  | Statuengruppe, Brunnen |  | Brunnen                   |                                   | Bergstrasse 31                          | Friedel Grieder        |           |                                                                                |
| Leuchtfeuer                 | Datei hochladen | Leuchtfeuer                                      |  |                        |  |                           | Kloster Kreuzlingen               | Hauptstrasse 87 ·                       | Robert Lienhard        |           |                                                                                |
| Kunstgrenze                 | Datei hochladen | Kunstgrenze                                      |  |                        |  |                           |                                   | ·                                       | Johannes Dörflinger    |           |                                                                                |
| Brunnen Kloster Kreuzlingen | Datei hochladen | Brunnen Kloster Kreuzlingen                      |  | Brunnen                |  | Brunnen                   | Kloster Kreuzlingen               | ·                                       |                        |           |                                                                                |
| Liegendes Mädchen           | Datei hochladen | Liegendes Mädchen                                |  | Brunnen Bronze         |  | Brunnen                   | Wehrli Schulhaus                  | Koordinaten fehlen! Hilf mit.           | Friedel Grieder        | 1952      |                                                                                |
|                             | Datei hochladen | Vorlage:WLPA-CH-Zeile name= ist Pflichtparameter |  | Brunnen                |  | Brunnen                   | Seeburgpark                       | Koordinaten fehlen! Hilf mit.           |                        |           |                                                                                |
|                             | Datei hochladen | Vorlage:WLPA-CH-Zeile name= ist Pflichtparameter |  | Brunnen                |  | Brunnen                   | PMS                               | Koordinaten fehlen! Hilf mit.           |                        |           |                                                                                |
|                             | Datei hochladen | Vorlage:WLPA-CH-Zeile name= ist Pflichtparameter |  |                        |  |                           | Sonnenplatz                       | Koordinaten fehlen! Hilf mit.           | Arnold Huggler         |           |                                                                                |
|                             | Datei hochladen | Vorlage:WLPA-CH-Zeile name= ist Pflichtparameter |  | Skulptur               |  |                           | Restaurant zum Löwen              | Hauptstrasse 70/Löwenstrasse ·          |                        |           |                                                                                |
|                             | Datei hochladen | Vorlage:WLPA-CH-Zeile name= ist Pflichtparameter |  | Skulptur               |  |                           | Restaurant Schäfli                | Hauptstrasse 52                         |                        |           |                                                                                |
|                             | Datei hochladen | Vorlage:WLPA-CH-Zeile name= ist Pflichtparameter |  |                        |  |                           | Jakobsweg                         | Bernrain                                |                        |           |                                                                                |
|                             | Datei hochladen | Vorlage:WLPA-CH-Zeile name= ist Pflichtparameter |  |                        |  |                           | Jakobsweg                         | Bernrain                                |                        |           |                                                                                |
| Freundlicher Empfang        | Datei hochladen | Freundlicher Empfang                             |  | Mosaik                 |  |                           |                                   | Hauptstrasse                            | Emil Mehr              |           |                                                                                |
| Löwenkreisel                | Datei hochladen | Löwenkreisel                                     |  | Brunnen, Kreiselkunst  |  | Verkehrskreisel · Brunnen |                                   | Hauptstrasse/Löwenstrasse/Parkstrasse · |                        |           |                                                                                |
| Kreisel Bahnhofstrasse      | Datei hochladen | Kreisel Bahnhofstrasse                           |  | Kreiselkunst           |  | Verkehrskreisel           |                                   | Bahnhofstrasse ·                        |                        |           |                                                                                |
| Kreisel Kolosseumplatz      | Datei hochladen | Kreisel Kolosseumplatz                           |  | Kreiselkunst           |  | Verkehrskreisel           |                                   | Kolosseumplatz ·                        |                        |           |                                                                                |
| Freiheitsbaum               | Datei hochladen | Freiheitsbaum • Aufbruch zur Freiheit            |  |                        |  |                           |                                   | Koordinaten fehlen! Hilf mit.           | Maja Wiesmann-Gautschi | 1998      | Erschaffen für die 200 Jahre Feier des Kantons, später versetzt. Entfernt 2022 |